# Kloster Villanueva de Oscos

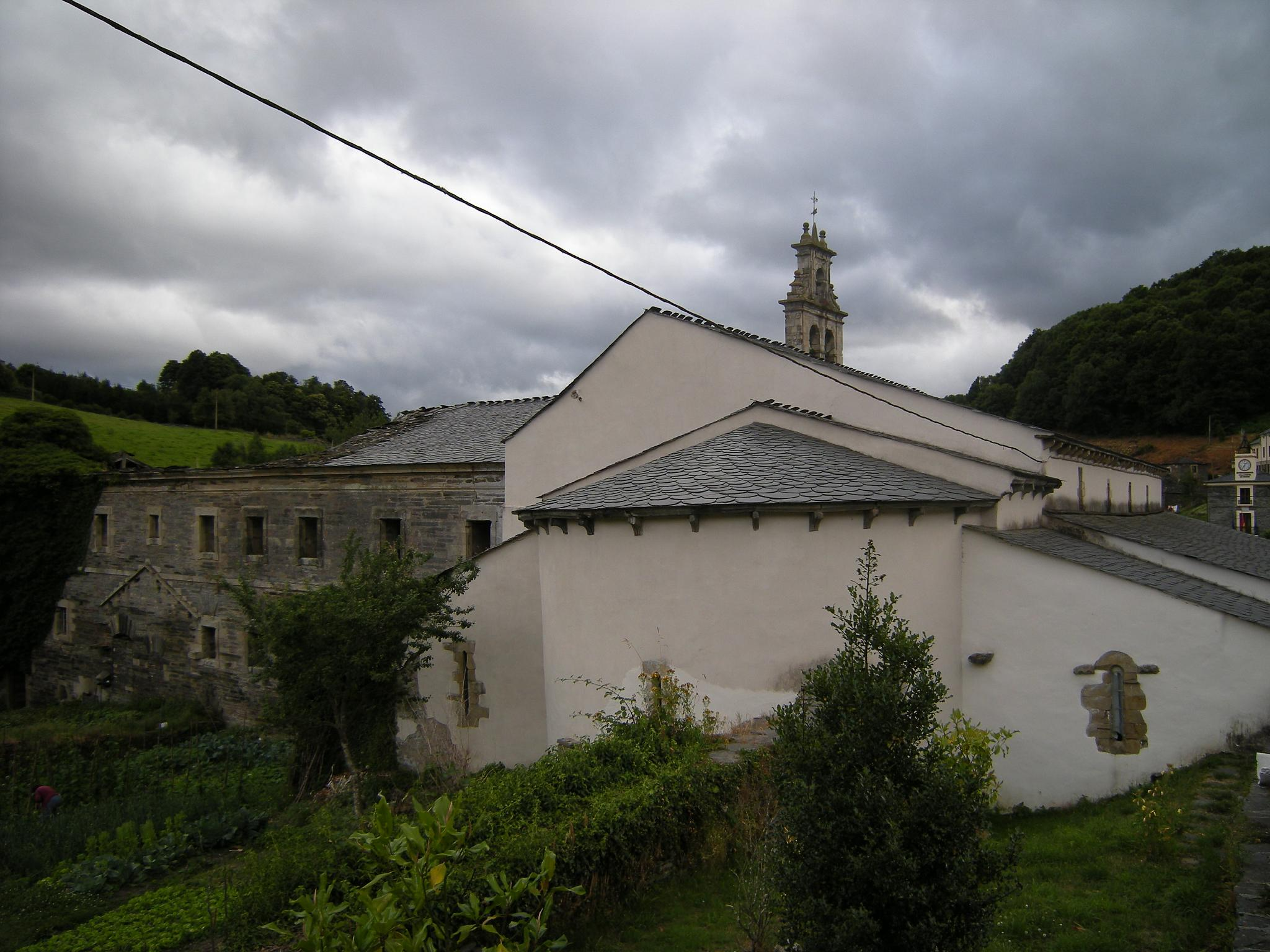
Kloster Villanueva de Oscos

Das Kloster Villanueva de Oscos (Santa María de Villanueva) ist eine ehemalige Zisterzienserabtei in der Gemeinde Villanueva de Oscos in der Comarca Eo-Navia in der Sierra de la Bobia im äußersten Westen der Region Asturien in Spanien, nahe der Grenze zur Region Galicien.

## Geschichte
Das Kloster wurde im Jahr 1182 von Fray Martin de Vega für den Benediktinerorden errichtet. Die Gemeinschaft schloss sich im Jahr 1203 als Tochterkloster von Kloster Carracedo dem Zisterzienserorden an und gehörte damit der Filiation von Kloster Cîteaux an. In der Klosteraufhebung (Desamortisation) unter der Regierung von Juan Álvarez Mendizábal wurde das Kloster im Jahr 1835 aufgelöst.

## Bauten und Anlage
Das Kloster, das als Monumento Nacional (Bien de Interés Cultural) klassifiziert ist, wurde wiederholt umgebaut, die heutige Anlage ist weitgehend barock. Von der ursprünglichen romanischen Anlage sind die Ostteile der Kirche mit halbrunder Hauptapsis und das Grab von Juan Alvarez Osorio an der Nordseite der Kirche erhalten.